# Helena Forti

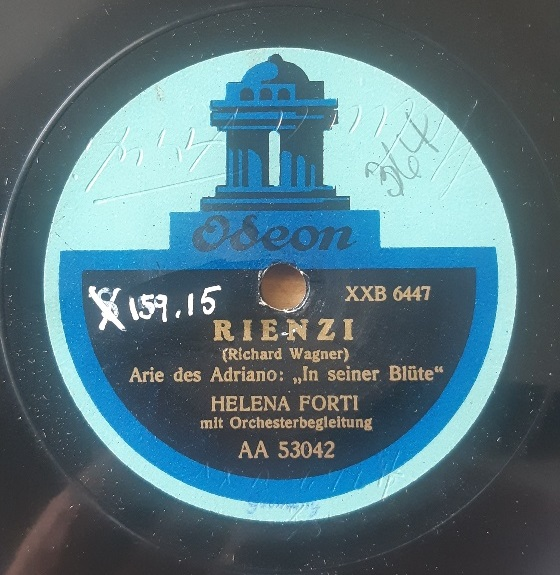
Schallplatte von Helena Forti (Berlin 1919)

Helena Forti (* 17. November 1884 in Berlin; † 11. Mai 1942 in Wien) war eine deutsche Opernsängerin (Sopran).

Helena Forti als Kundry

## Leben
Forti war die Tochter des Künstlerehepaares Anton Forti (Sänger und Maler) und der Operettensängerin Minna Forti-Hänsel. Sie trat bereits mit fünf Jahren in Kinderrollen im Residenz-Theater in Dresden auf, mit zehn Jahren begann sie das Musikstudium, wurde dann aber zunächst einmal Schauspielerin. Als solche debütierte sie 1900 in Dessau in Goethes »Die Geschwister«. Dann entschloss sie sich zur Sängerlaufbahn und studierte seit 1903 bei Karl Scheidemantel in Dresden und bei Theodor Emmerich in Berlin. 
Ihr Debüt als Opernsängerin erfolgte 1906 am Hoftheater Dessau als Valentine in den »Hugenotten« von Giacomo Meyerbeer. 1907 gastierte sie an der Hofoper von Stuttgart, sang 1908–09 am Theater von Brünn (Brno) und 1910–11 am Deutschen Theater von Prag unter der Direktion von Angelo Neumann. Gastspiele führten sie 1909 (als Elisabeth im »Tannhäuser«), 1910 und 1913 an die Hofoper von Wien, 1910 an die Münchner Hofoper, 1908 an die Hofoper Berlin (als Valentine in Meyerbeers »Hugenotten«), an das Deutsche Theater in Prag, zu den Münchner Wagner-Festspielen (1911), an das Stadttheater von Bremen und an das Hoftheater von Braunschweig. 
1911 kam Forti als Sopranistin an die Hofoper von Dresden und blieb bis 1924 Mitglied des Hauses. Antrittspartie war die Elisabeth im »Tannhäuser«. Bis 1924 blieb sie Mitglied des Hauses, an dem sie als Abschiedspartie 1924 den Adriano in Wagners »Rienzi« sang. Am 5. März 1916 sang Forti in der Uraufführung von Eugen d’Alberts Oper »Die toten Augen« die Partie der Myrtocle. 1923 war sie in Dresden die Marina im »Boris Godunow« in der dortigen Premiere dieser Oper, die für diese den entscheidenden Durchbruch am deutschsprachigen Theater bedeutete. Sie wiederholte diese Partie am Opernhaus (Stadttheater) von Zürich. Sie gastierte erfolgreich in Berlin und Wien, in Köln, Amsterdam und Bukarest. Weitere Bühnenrollen: Pamina in der »Zauberflöte«, Leonore in Beethovens »Fidelio«, Senta in »Der fliegende Holländer«, Venus im »Tannhäuser«, Eva in den »Die Meistersinger von Nürnberg«, Fricka im »Rheingold«, Brünnhilde im Ring des Nibelungen, Ariadne auf Naxos von Richard Strauss, Minneleide in »Die Rose vom Liebesgarten« von Hans Pfitzner, Leonore im »Der Troubadour«, Aida, Amelia in Verdis »Ein Maskenball« und Carmen. 
1914 sang sie bei den Bayreuther Festspielen die Sieglinde in Richard Wagners »Die Walküre« und die Kundry im »Parsifal«. Durch Fortis Arbeit in Bayreuth wurde das Ehepaar mit Siegfried und Winifred Wagner bekannt. 
1917 heiratete Forti den Schauspieler und späteren Regisseur und Theaterintendanten Walter Bruno Iltz.
Nach ihrem Rückzug von der Opernbühne 1924, den sie ihrem Mann zuliebe leistete, schulte Forti die Schauspieler an den Theatern ihres Mannes in Gera und in Düsseldorf in der Kunst der Gebärde. Sie wirkte nach Abschluss ihrer Karriere als Gesangspädagogin in Wien.
1942 starb Forti nach einem langen, schweren Nervenleiden, das von den Auseinandersetzungen ihres Mannes mit NS-Presse und der NSDAP in Düsseldorf ausgelöst worden war und das über viele Jahre hinweg „unfaßbar und qualvoll“ ihre und die Existenz ihres Mannes schwer belastet hatte, 55-jährig in Wien.
Helena Fortis Stimme ist auf wenigen seltenen Schallplatten erhalten geblieben. Ihre ersten Aufnahmen erschienen bei Zonophone (Berlin 1907, zwei Titel), einige weitere auf Odeon (Berlin 1919). 